# Ashtabula (Ohio)
Ashtabula – miasto w Stanach Zjednoczonych, w hrabstwie Ashtabula, w stanie Ohio. Miejscowość leży nad jeziorem Erie w miejscu, w którym uchodzi do niego rzeka Ashtabula.
Ashtabula uzyskała prawa miejskie w 1891 roku. Liczba mieszkańców w 2000 roku wynosiła 21 057.
W mieście rozwinął się przemysł maszynowy, chemiczny oraz odzieżowy.
Nazwa pochodzi z języka delaware i oznacza „zawsze wystarczająca dużo się rusza”, nawiązując do bogactwa ryb występującego w rzece o tej samej nazwie.

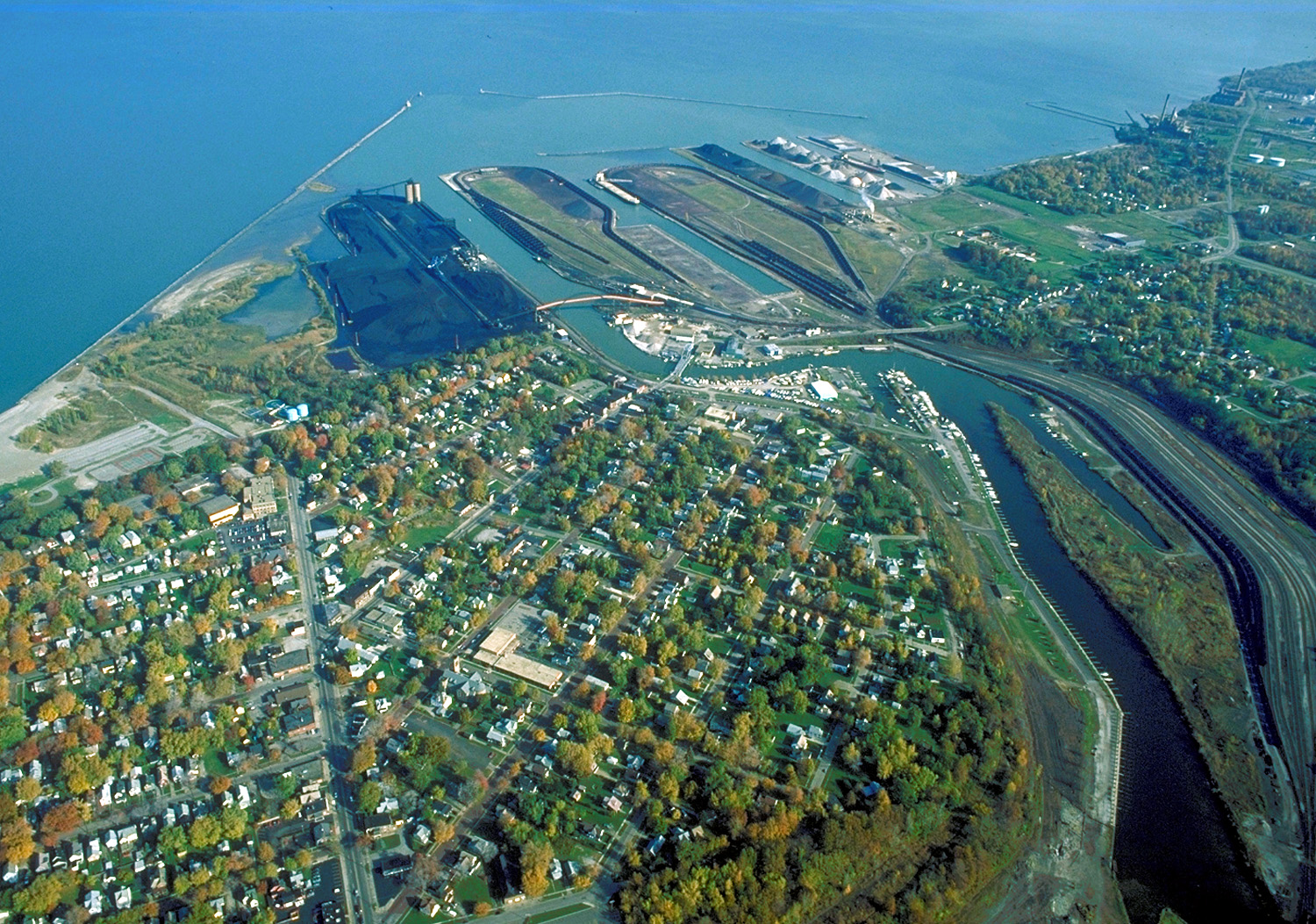
Port jeziorowy widziany z lotu ptaka
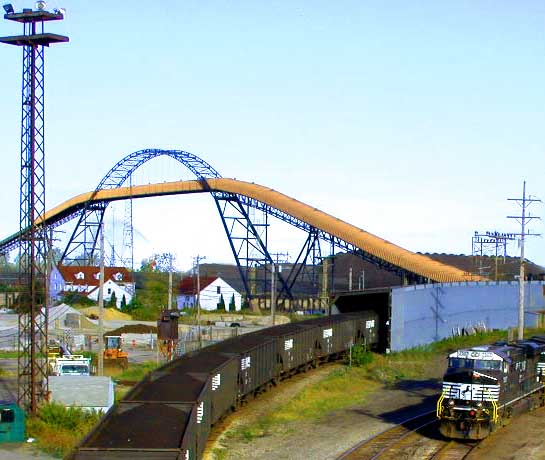
Węglarki na terenach kolejowych w Ashtabule (2004)
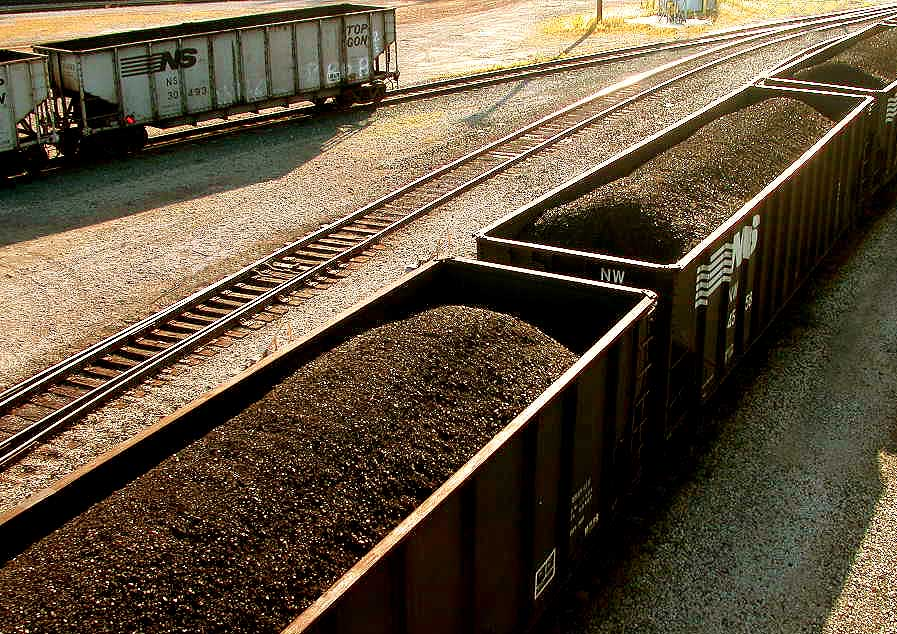
Wagony towarowe na terenie miasta
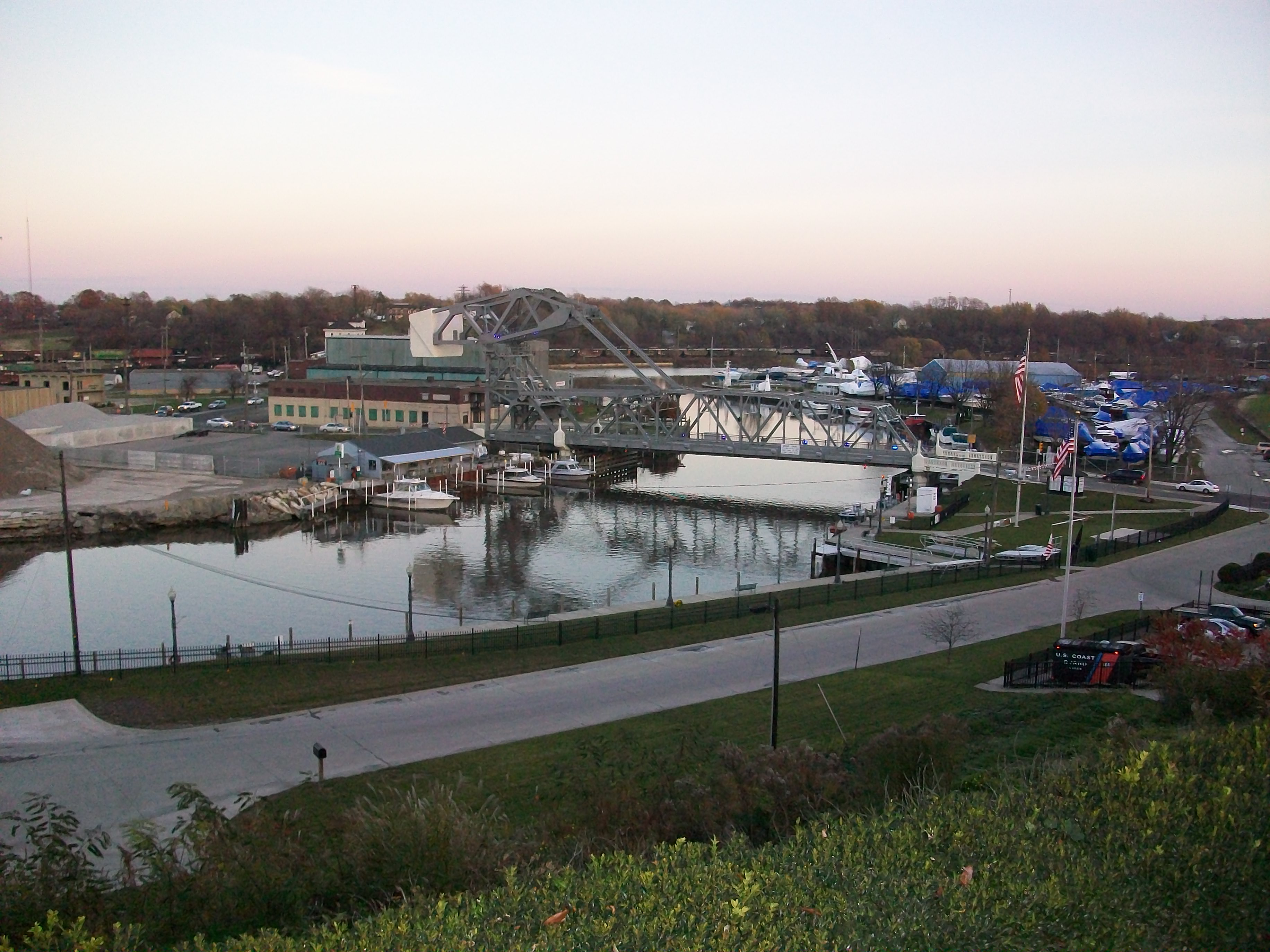
Most ruchomy w porcie Ashtabula
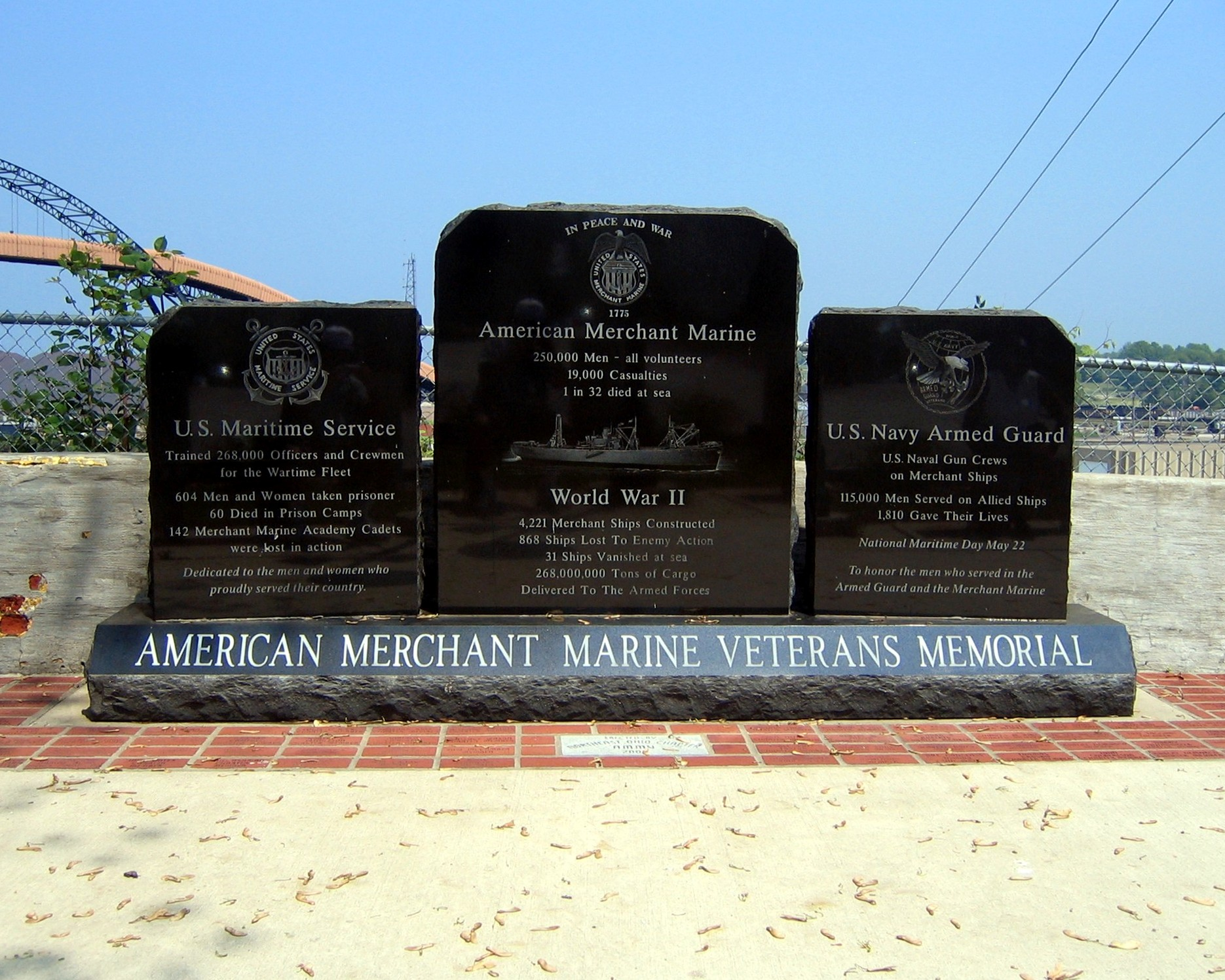
Pomnik upamiętniający amerykańskich weteranów służących w marynarce handlowej